# Guy Périllat
Guy Périllat Merceroz (Annecy, 24 febbraio 1940) è un ex sciatore alpino francese, campione del mondo nella combinata a Squaw Valley 1960 e nello slalom gigante a Portillo 1966 e vincitore di numerose classiche dello sci alpino.

## Biografia

### Stagioni 1955-1960
Membro di spicco della nazionale francese che dominò lo sci alpino tra gli anni 1960 e i primi anni 1970, Périllat, sciatore polivalente originario di La Clusaz, debuttò in campo internazionale in occasione della Coupe Émile Allais 1955 (Megève, 19-23 gennaio), classificandosi 27º nella discesa libera, 13º nello slalom speciale e 14º nella combinata; esordì ai Campionati mondiali a Badgastein 1958, dove si piazzò 8º nella discesa libera, 11º nello slalom gigante e non completò lo slalom speciale, e nel prosieguo di quella stagione fu 2º nella discesa libera di Holmenkollen (13 marzo) e nello slalom gigante del Grand Prix du Printemps (Val-d'Isère, 26 marzo).
Nel 1959 vinse lo slalom gigante dell'Otto Linher Memorial (Zürs, 19 aprile) e nel 1960 lo slalom speciale e la combinata della Coupe Émile Allais (Megève, 22-24 gennaio); ai successivi VIII Giochi olimpici invernali di Squaw Valley 1960, suo esordio olimpico, vinse la medaglia di bronzo nella discesa libera e si classificò 6º sia nello slalom gigante sia nello slalom speciale. Conquistò inoltre la medaglia d'oro nella combinata, disputata in sede olimpica ma  valida solo ai fini dei Mondiali 1960, e nel prosieguo della stagione s'impose nella discesa libera e nello slalom speciale degli International American Championships (Stowe, 11-13 marzo).

### Stagioni 1961-1963
La stagione 1960-1961 fu la migliore della carriera di Périllat: vinse la discesa libera e la combinata del trofeo del Lauberhorn (Wengen, 14-15 gennaio), la discesa libera e la combinata del trofeo dell'Hahnenkamm (Kitzbühel, 20-21 gennaio), la discesa libera e la combinata della Coupe Émile Allais (Megève, 27-29 gennaio), la discesa libera e la combinata del Grand Prix du Chamonix (Chamonix, 23-26 febbraio), la discesa libera e lo slalom speciale della Coppa Grischa (Davos/Lenzerheide/Sankt Moritz, 28 febbraio-3 marzo), la combinata del trofeo Arlberg-Kandahar (Mürren, 10-12 marzo) e lo slalom gigante del Grand Prix du Savoie (Méribel, 22-23 marzo). Quell'anno quindi Périllat conquistò tutte le principali classiche della discesa libera, divenendo inoltre il terzo atleta nella storia, dopo Christian Pravda e Toni Sailer, a vincere nella stessa stagione sia sulla Lauberhorn di Wengen sia sulla Streif di Kitzbühel.
Ai Mondiali di Chamonix 1962 conquistò la medaglia d'argento nello slalom speciale, chiuse 6º nella discesa libera e non completò lo slalom gigante; l'anno dopo vinse lo slalom speciale e la combinata del Lauberhorn (Wengen, 12-13 gennaio), lo slalom speciale della Coupe Émile Allais (Megève, 25-27 gennaio), lo slalom speciale e la combinata dell'Otto Furrer Memorial (Zermatt, 15-17 marzo) e lo slalom gigante del Grand Prix du Savoie (Méribel, 23-24 marzo).

### Stagioni 1964-1966
Ai IX Giochi olimpici invernali di Innsbruck 1964 Périllat non riuscì ad andare a medaglia: fu infatti 6º nella discesa libera, 10º nello slalom gigante, 12º nello slalom speciale e 5º nella combinata. In quella stagione vinse lo slalom speciale del trofeo Tre Funivie (Sestriere, 22-23 febbraio), lo slalom speciale e la combinata del trofeo Årebragden (Åre, 14-15 marzo) e lo slalom speciale di Östersund (17 marzo).
Nel 1965 si impose nuovamente nello slalom speciale del Lauberhorn (Wengen, 10 gennaio) così come nel 1966 (Wengen, 16 gennaio), anno in cui vinse anche lo slalom gigante e lo slalom speciale del trofeo Duca d'Aosta (Cortina d'Ampezzo, 5-6 febbraio), lo slalom speciale della Vitranc-Pokal (Kranjska Gora, 20 febbraio) e lo slalom speciale e la combinata degli International American Championships (Stowe, 18-20 marzo); in chiusura di stagione ai Mondiali di Portillo 1966 vinse la medaglia d'oro nello slalom gigante, quella d'argento nello slalom speciale e si classificò 63º nella discesa libera e 14º nella combinata.

### Stagioni 1967-1969
Esordì in Coppa del Mondo nella gara inaugurale del 5 gennaio 1967, lo slalom speciale di Berchtesgaden (6º), e in quella stessa stagione 1967 conquistò nella medesima specialità i suoi due successi nel circuito, nonché suoi primi podi: il 29 gennaio a Megève (gara valida anche per la Coupe Émile Allais) e il 5 febbraio a Madonna di Campiglio (gara valida anche per la 3-Tre). A fine stagione risultò 3º nella classifica generale vinta da Jean-Claude Killy e 2º in quelle di discesa libera e di slalom speciale (superato dallo stesso Killy rispettivamente di 38 e di 18 punti); tra le gare di quell'anno non valide ai fini della Coppa del Mondo, vinse lo slalom gigante e la combinata della 3-Tre (Madonna di Campiglio, 3-5 febbraio).
L'anno dopo vinse un'altra medaglia d'argento, nella discesa libera, ai X Giochi olimpici invernali di Grenoble 1968, sua ultima presenza olimpica e iridata, dove si piazzò anche 4º nello slalom gigante e non concluse lo slalom speciale. In quella stagione 1968 in Coppa del Mondo ottenne tre podi ma nessuna vittoria: salì per l'ultima volta sul podio il 31 marzo piazzandosi 3º a Rossland in slalom gigante, alle spalle degli austriaci Herbert Huber e Reinhard Tritscher. Vinse inoltre la combinata dell'Arlberg-Kandahar (Chamonix, 23-25 febbraio), non valida per la Coppa del Mondo. Nella sua ultima stagione agonistica, 1968-1969, non ottenne più podi in Coppa del Mondo, ma vinse la combinata di Kitzbühel grazie anche ai suoi ultimi piazzamenti a punti in Coppa del Mondo, il 5º posto nello discesa libera del 18 gennaio e l'8º nello slalom speciale del giorno dopo; nel massimo circuito ottenne l'ultimo piazzamento il 9 febbraio a Cortina d'Ampezzo in discesa libera (12º) e prese per l'ultima volta il via il 17 febbraio a Kranjska Gora in slalom speciale, senza completare la sua ultima gara in carriera.

## Palmarès

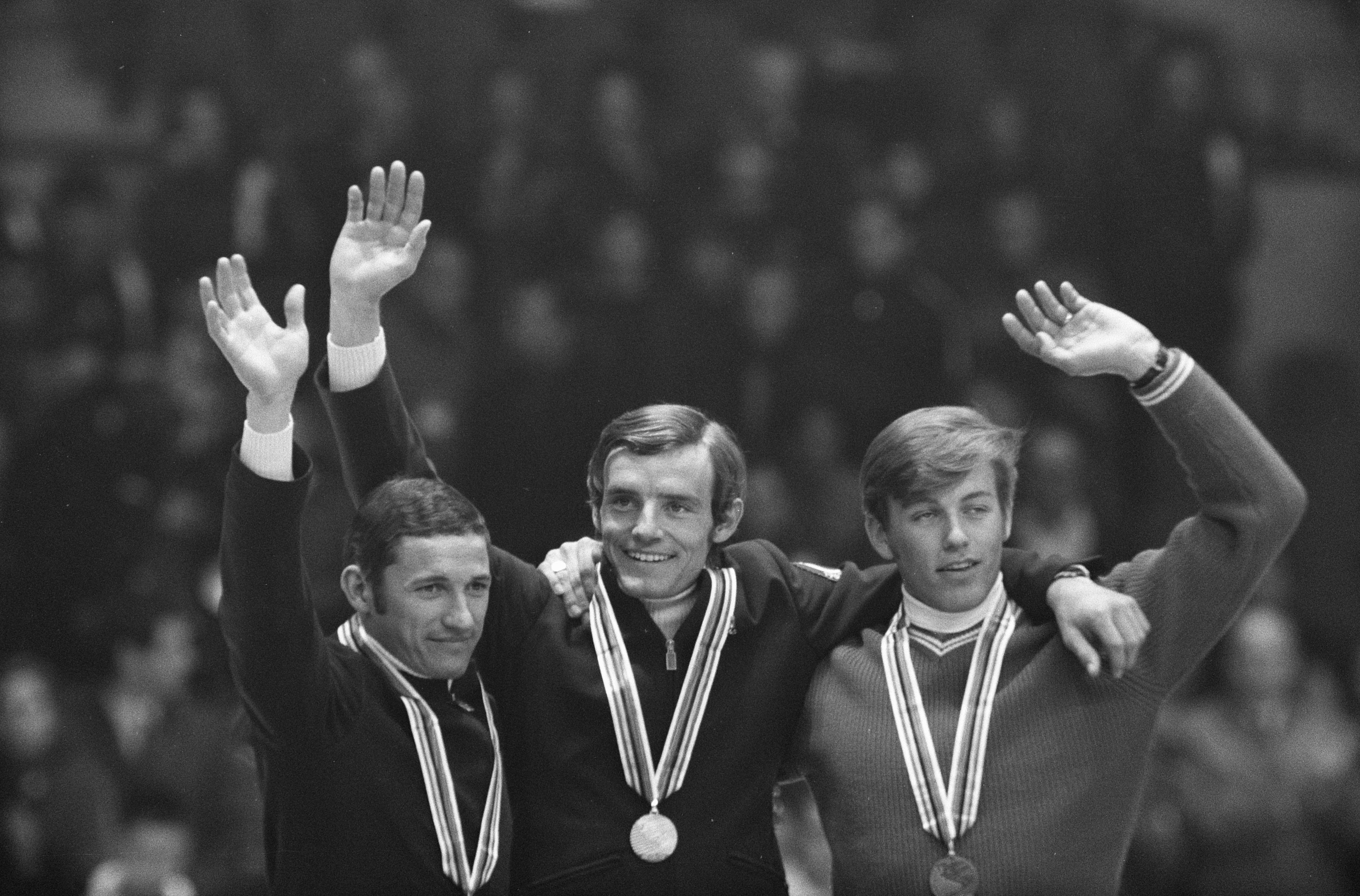
Périllat (argento, a sinistra) sul podio della discesa libera a assieme a Jean-Claude Killy (oro, al centro) e Jean-Daniel Dätwyler (bronzo, a destra)

### Olimpiadi
- 2 medaglie, valide anche ai fini dei Mondiali:
  - 1 argento (discesa libera[35] a Grenoble 1968)
  - 1 bronzo (discesa libera a Squaw Valley 1960)

### Mondiali
- 4 medaglie, oltre a quelle conquistate in sede olimpica e valide anche ai fini iridati:
  - 2 ori (combinata a Squaw Valley 1960; slalom gigante a Portillo 1966)
  - 2 argenti (slalom speciale a Chamonix 1962; slalom speciale a Portillo 1966)

### Classiche
3-Tre
- 3 vittorie (slalom gigante, slalom speciale[35], combinata a Madonna di Campiglio 1967)

Arlberg-Kandahar
- 2 vittorie (combinata a Mürren 1961; combinata a Chamonix 1968)

Coupe Émile Allais
- 6 vittorie (slalom speciale, combinata a Megève 1960; discesa libera, combinata a Megève 1961; slalom speciale a Megève 1963; slalom speciale[35] a Megève 1967)

Hahnenkamm
- 3 vittorie (discesa libera, combinata a Kitzbühel 1961; combinata a Kitzbühel 1969)

Lauberhorn
- 6 vittorie (discesa libera, combinata a Wengen 1961; slalom speciale, combinata a Wengen 1963; slalom speciale a Wengen 1965; slalom speciale a Wengen 1966)

Vitranc-Pokal
- 1 vittoria (slalom speciale a Kranjska Gora 1966)

### Coppa del Mondo
- Miglior piazzamento in classifica generale: 3º nel 1967
- 8 podi:
  - 2 vittorie
  - 2 secondi posti
  - 4 terzi posti

#### Coppa del Mondo - vittorie
| Data            | Località             | Paese   | Specialità |
| --------------- | -------------------- | ------- | ---------- |
| 29 gennaio 1967 | Megève               | Francia | SL         |
| 5 febbraio 1967 | Madonna di Campiglio | Italia  | SL         |

Legenda:

SL = slalom speciale

### Campionati francesi
- 8 ori (slalom gigante, slalom speciale nel 1962; slalom gigante, slalom speciale, combinata nel 1966; discesa libera, slalom speciale, combinata nel 1967)[8]
- 1 bronzo (dati parziali: slalom speciale nel 1965[36])